# Daichi Takatani
Daichi Takatani (en japonés: 高谷大地, Takatani Daichi; Kioto, 22 de noviembre de 1994) es un deportista japonés que compite en lucha libre.
Participó en los Juegos Olímpicos de París 2024, obteniendo una medalla de plata en la categoría de 74 kg. Ganó una medalla de bronce en el Campeonato Mundial de Lucha de 2023, en la misma categoría.

## Palmarés internacional
| Juegos Olímpicos   | Juegos Olímpicos  | Juegos Olímpicos  | Juegos Olímpicos |
| Año                | Lugar             | Medalla           | Categoría        |
| ------------------ | ----------------- | ----------------- | ---------------- |
| 2024               | París (Francia)   | Medalla de plata  | 74 kg            |
| Campeonato Mundial |                   |                   |                  |
| Año                | Lugar             | Medalla           | Categoría        |
| 2023               | Belgrado (Serbia) | Medalla de bronce | 74 kg            |